# St John Dudley Buxton
St John Dudley Buxton, britanski general, * 1891, † 1981.